# Manufacture d’armes de l’État
Ne doit pas être confondu avec FN Herstal.
 (mai 2025).
Si vous disposez d'ouvrages ou d'articles de référence ou si vous connaissez des sites web de qualité traitant du thème abordé ici, merci de compléter l'article en donnant les références utiles à sa vérifiabilité et en les liant à la section « Notes et références ».
La Manufacture d'armes de l'État était une entreprise publique belge de production d'armes pour les différents services de l'état belge tels que les douanes, les forces armées belges, la garde civique, la gendarmerie, la police ou les corps de pompiers armés. Elle produit des armes à feu et des armes blanches, l'artillerie étant, quant à elle, produite à la Fonderie royale de canons.
Elle était située sur le quai Saint-Léonard à Liège, ville et région où la fabrication d'armes est implantée dans la région depuis plusieurs siècles.
Après la Seconde Guerre mondiale, les activités sont progressivement transférées au nouvel arsenal de l'armement de Rocourt, inauguré en 1949.